# Henrique José de Souza
Henrique José de Souza (Salvador, 15 de setembro de 1883 — São Paulo, 9 de setembro de 1963) foi um eubiota, estudioso do ocultismo, fundador da Sociedade Brasileira de Eubiose e reconhecido como patrono de diversas lojas maçônicas e instituições de cunho cultural-espiritualista, além de ter realizado diversos estudos iniciáticos acerca da espiritualidade e da identidade cultural brasileira. Precursor do movimento eubiótico, manteve ainda, ao longo de sua vida, relações com experiências de iniciação do budismo esotérico e da teosofia.

## Vida
Cresceu e iniciou sua obra em sua cidade natal, atuando em 1905 como co-fundador da loja teosófica Alcyone.
Filho de rica e tradicional casa de Salvador, com a morte precoce do pai, empresário teatral e exportador, e a seguir, a do irmão mais velho, abandonou a faculdade de Medicina para assumir a direção dos negócios e o sustento da família. A Primeira Guerra Mundial pôs termo tanto ao comércio como às trocas culturais com a Europa e, assim, aos seus tormentos de empresário a contragosto, pois teve de dissolver as empresas. Pôde então aprofundar-se nos estudos de filosofias, religiões e línguas antigas comparadas, de sorte que, em 1916, radicou-se no Rio de Janeiro, ocupado com o jornalismo e palestras públicas na sua especialidade e à testa de Samyama, uma escola de filosofia oriental.
Antes disso, realizou uma longa viagem ao Oriente, passando por Portugal, Índia, Tibete e uma série de outros lugares. Ao retornar, fundou em 1924, na cidade de Niterói, no estado do Rio de Janeiro, a Sociedade Mental e Espiritualista Dhâranâ, posteriormente chamada de Sociedade Teosófica Brasileira. Mais tarde, transferiu sua sede para a cidade de São Lourenço, ao sul de Minas Gerais. Logo após seu falecimento a sociedade foi denominada Sociedade Brasileira de Eubiose.
Profundo estudioso do ocultismo e da teosofia, o "Professor", como ainda é chamado pelos discípulos da instituição a que deu origem, desenvolveu diversos aspectos da teosofia e do ocultismo ligados à espiritualidade brasileira e a lugares sagrados do Brasil, iniciando assim o movimento eubiótico. Desenvolveu também temas ligados à iluminação, à evolução da consciência e aos ciclos naturais do planeta e da humanidade. Sua obra ainda hoje é tema de estudos no campo da antropologia, religiosidade e misticismo (cf. p. ex. Fortis, 1997) e seu legado é seguido por diversas instituições derivadas ou não das que criou em vida, entre elas a própria Sociedade Brasileira de Eubiose, a Sociedade de Estudos Teosóficos e a Confraria Mística Brasileira, além de lojas maçônicas e outros grupos não-formalizados.

## Obras
Henrique José de Souza publicou centenas de artigos na revista Dhâranâ, divulgada a partir da Sociedade Brasileira de Eubiose e ainda quatro livros: "O Tibete e a Teosofia" (1928-32), em parceria com seu amigo e também ocultista Mario Roso de Luna; "O Verdadeiro Caminho da Iniciação" (1940); "Ocultismo e Teosofia" (1949), sob pseudônimo de Laurentus; e "Os Mistérios do Sexo" (1965).
Para a formação dos discípulos da Sociedade Brasileira de Eubiose, verteu do inglês e do francês parte da obra de Helena Petrovna Blavatsky, da mesma forma que, do espanhol, a de Roso de Luna, comentando-as e atualizando-as. Ainda de Roso de Luna - com quem manteve intensa correspondência desde 1928 até a morte do amigo, em 1931 - traduziu do francês a obra "Evolucion Solaire et Séries Astrochimiques" (1909), que adianta a possibilidade teórica de estudar a composição química do Sol e outros astros pela análise do seu espectro eletromagnético, hoje fato consumado. Também de autoria do teósofo espanhol, traduziu os 21 capítulos iniciais de "O Tibete e a Teosofia", completando-o com outros tantos de sua lavra.
Mas a grande obra literária de Henrique José de Souza são suas Cartas de Revelação, escritas de 1924 até 1963, contendo as linhas-mestras do movimento eubiótico e as instruções diretivas da Sociedade Brasileira de Eubiose, projetadas até o século XXI. Essa imensa pregação epistolar foi revista e resumida, sob sua orientação, na década de 1940, descartando-se os originais do período precedente. Pela desatenção de colaboradores, perdeu-se uma parte, mas restam ainda, organizadas cronologicamente e classificadas por assunto, através de exaustivo índice remissivo, cerca de 4 mil páginas datilografadas, que se mantém em bibliotecas reservadas para consulta de membros efetivos da Sociedade Brasileira de Eubiose.
Além de literato, foi músico e poeta, sendo de sua autoria a extensa coletânea de músicas (e letras) que enriquecem o cenário das ritualísticas da Eubiose.